# Шаді Мохамед
Шаді Мохамед (араб. شادي محمد, нар. 29 листопада 1977, Александрія) — єгипетський футболіст, що грав на позиції центрального захисника, зокрема за клуб «Аль-Аглі», а також національну збірну Єгипту, у складі якої — володар Кубка африканських націй. 

## Клубна кар'єра
Народився 29 листопада 1977 року в Александрії. Вихованець футбольної школи клубу «Ель-Корум». Дорослу футбольну кар'єру розпочав 1997 року в основній команді того ж клубу, в якій провів два сезони, взявши участь у 22 матчах чемпіонату. 
Своєю грою за цю команду привернув увагу представників тренерського штабу клубу «Аль-Аглі», до складу якого приєднався 1999 року. Відіграв за каїрську команду наступні одинадцять сезонів своєї ігрової кар'єри. За цей період шість разів вигравав чемпіонат Єгипту, став чотириразовим переможцем Ліги чемпіонів КАФ.
Згодом з 2009 по 2011 рік грав у складі команд «Аль-Іттіхад» (Александрія) та «Ісмайлі», а завершував ігрову кар'єру в  «Телефонаті», за який виступав протягом 2011—2012 років.

## Виступи за збірну
2000 року дебютував в офіційних матчах у складі національної збірної Єгипту.
У складі збірної був учасником Кубка африканських націй 2008 року у Гані, здобувши того року титул континентального чемпіона. По ходу турніру став основним центральним захисником команди, а фінальна гра змагання стала для нього останньою за збірну.
Загалом протягом дев'ятирічної кар'єри в національній команді провів у її формі 24 матчі.
| Дата       | Місто               | Господарі   | Результат | Гості             | Турнір                                      | Голи | Примітки |
| ---------- | ------------------- | ----------- | --------- | ----------------- | ------------------------------------------- | ---- | -------- |
| 9-7-2000   | Дакар               | Сенегал     | 0 – 0     | Єгипет            | Відбір до ЧС 2002                           | -    | 74'      |
| 2-10-2000  | Доха                | Катар       | 0 – 1     | Єгипет            | товариський матч                            | -    |          |
| 23-1-2001  | Ісмаїлія            | Єгипет      | 1 – 0     | Північна Корея    | товариський матч                            | -    | 46'      |
| 19-3-2001  | Каїр                | Єгипет      | 3 – 3     | Естонія           | товариський матч                            | -    | 46'      |
| 23-3-2001  | Бенгазі             | Лівія       | 2 – 0     | Єгипет            | Відбір до Кубка африканських націй 2002     | -    |          |
| 25-11-2002 | Лагос               | Нігерія     | 1 – 1     | Єгипет            | товариський матч                            | -    |          |
| 16-12-2002 | Абу-Дабі            | ОАЕ         | 1 – 2     | Єгипет            | товариський матч                            | -    | 46'      |
| 22-12-2002 | Каїр                | Єгипет      | 0 – 0     | Гана              | товариський матч                            | -    | 60'      |
| 12-2-2003  | Каїр                | Єгипет      | 1 – 4     | Данія             | товариський матч                            | -    | 71'      |
| 19-3-2003  | Порт-Саїд           | Єгипет      | 6 – 0     | Катар             | товариський матч                            | -    | 46'      |
| 25-3-2007  | Каїр                | Єгипет      | 3 – 0     | Мавританія        | Відбір до Кубка африканських націй 2008     | -    |          |
| 12-6-2007  | Ель-Кувейт          | Кувейт      | 1 – 1     | Єгипет            | товариський матч                            | -    | 46'      |
| 22-8-2007  | Париж               | Кот-д'Івуар | 0 – 0     | Єгипет            | товариський матч                            | -    |          |
| 9-9-2007   | Бужумбура           | Бурунді     | 0 – 0     | Єгипет            | Відбір до Кубка африканських націй 2008     | -    |          |
| 13-10-2007 | Каїр                | Єгипет      | 1 – 0     | Ботсвана          | Відбір до Кубка африканських націй 2008     | -    |          |
| 21-11-2007 | Порт-Саїд           | Єгипет      | 0 – 0     | Лівія             | товариський матч                            | -    |          |
| 25-11-2007 | Каїр                | Єгипет      | 2 – 1     | Саудівська Аравія | товариський матч                            | -    |          |
| 5-1-2008   | Каїр                | Єгипет      | 3 – 0     | Намібія           | товариський матч                            | -    | 46'      |
| 13-1-2008  | Алверка-ду-Рібатежу | Ангола      | 3 – 3     | Єгипет            | товариський матч                            | -    | 90'      |
| 22-1-2008  | Кумасі              | Єгипет      | 4 – 2     | Камерун           | Кубок африканських націй 2008 - 1-й етап    | -    | 90'      |
| 30-1-2008  | Тамале              | Єгипет      | 1 – 1     | Замбія            | Кубок африканських націй 2008 - 1-й етап    | -    |          |
| 4-2-2008   | Кумасі              | Єгипет      | 2 – 1     | Ангола            | Кубок африканських націй 2008 - чвертьфінал | -    |          |
| 7-2-2008   | Секонді-Такораді    | Кот-д'Івуар | 1 – 4     | Єгипет            | Кубок африканських націй 2008 - півфінал    | -    |          |
| 10-2-2008  | Аккра               | Камерун     | 0 – 1     | Єгипет            | Кубок африканських націй 2008 - Фінал       | -    |          |
| Усього     |                     | Матчів      | 24        |                   | Голів                                       | 0    |          |

## Титули і досягнення
- Чемпіон Єгипту (6):

«Аль-Аглі»: 1999-2000, 2004-2005, 2005-2006, 2006-2007, 2007-2008, 2008-2009
- Володар Кубка Єгипту (4):

«Аль-Аглі»: 2001, 2003, 2006, 2007
- Переможець Ліги чемпіонів КАФ (4):

«Аль-Аглі»: 2001, 2005, 2006, 2008
- Володар Суперкубка КАФ (4):

«Аль-Аглі»: 2002, 2006, 2007, 2009
- Володар Кубка африканських націй (1):

2008